# 最後のラヴ・ソング
「最後のラヴ・ソング」は近藤真彦の39作目のシングル。1995年7月21日に発売された。発売元はSony Records。

## 概要
「北街角」から約1年8ヶ月振りのシングル。ジャケットはスーツを着て、髪を角刈りにした近藤の姿が写っている。近藤が短髪にしたのはこの時が最後で、その後一貫して長髪を通している。ジャニーズ事務所後輩の山下智久が歌った『最後のラブ・ソング』は、同名異曲。

## 収録曲
全曲　作詞：工藤哲雄　編曲：白井良明
1. 最後のラヴ・ソング
作曲：白井良明
2. 黄昏をあきらめずに
作曲：夏裕人
3. 最後のラヴ・ソング（オリジナル・カラオケ）

## 規格品番
SRDL-3945